# Pinole
Pinole is een plaats in Contra Costa County in Californië in de VS.

## Geografie
Pinole bevindt zich op 37°59′51″Noord, 122°17′32″West. De totale oppervlakte bedraagt 34,4 km² (13,3 mijl²) waarvan 13,5 km² (5,2 mijl²) land is en 20,9 km² (8,1 mijl²) of 60.89% water is.

## Demografie
Volgens de census van 2000 bedroeg de bevolkingsdichtheid 1413,7/km² (3662,3/mijl²) en bedroeg het totale bevolkingsaantal 19.039 dat bestond uit:
- 54,39% blanken
- 11,11% zwarten of Afrikaanse Amerikanen
- 0,57% inheemse Amerikanen
- 21,71% Aziaten
- 0,37% mensen afkomstig van eilanden in de Grote Oceaan
- 5,81% andere
- 6,03% twee of meer rassen
- 13,75% Spaans of Latino

Er waren 6743 gezinnen en 5057 families in Pinole. De gemiddelde gezinsgrootte bedroeg 2,79.

## Plaatsen in de nabije omgeving
De onderstaande figuur toont nabijgelegen plaatsen in een straal van 8 km rond Pinole.